# Phrynobatrachus werneri
Phrynobatrachus werneri är en groddjursart som först beskrevs av Fritz Nieden 1910.  Phrynobatrachus werneri ingår i släktet Phrynobatrachus och familjen Phrynobatrachidae. IUCN kategoriserar arten globalt som livskraftig. Inga underarter finns listade i Catalogue of Life.